# Klaus von Klitzing
Klaus von Klitzing (Schroda, 28 de junho de 1943) é um físico alemão.
Foi laureado com o Nobel de Física de 1985, pela descoberta da quantização do Efeito Hall.
Após concluir o curso de física em Braunschweig, passou 10 anos na Universidade de Würzburg, realizando trabalhos de pesquisa no Laboratório Clarendon, em Oxford, Reino Unido, e também em Grenoble, França. Tornou-se professor em Munique em 1980. Desde 1985 é o diretor do Instituto Max Planck para Pesquisas em Estado Sólido, na cidade de Estugarda.
Atualmente dedica-se a pesquisar as propriedades de sistemas eletrônicos de dimensão reduzida, tipicamente em baixas temperaturas e submetidos a fortes campos magnéticos.
Von Klitzing foi nomeado pelo Papa Bento XVI membro da Pontifícia Academia das Ciências em 22 de maio de 2007.